# Поварнин, Георгий Георгиевич
Георгий Георгиевич Поварнин (25 декабря 1880  [6 января 1881] — 1946, Москва) — советский химик-технолог, научный руководитель Центрального научно-исследовательского института кожевенной промышленности (1931—1936 гг.), организатор факультета кожевенного производства МХТИ им. Д. И. Менделеева (1927 г.).

## Биография
Из военных. Учился в классической гимназии г. Карачева, затем в Орловской мужской гимназии, по окончании которой в 1899 г. поступил в Харьковский технологический институт.
В 1904 г. окончил ХТИ со званием инженера-технолога, защитив проект торфококсовального завода по способу Циглера.
В 1903—1905 гг. работал в качестве химика на маслобойном заводе И. И. Кругликова в г. Рославле Орловской губ. (ныне Смоленская обл.), где организовал производство масляных красок и лаков.
С 01.06.1905 по 01.11.1906 гг. — стипендиат Министерства народного просвещения, был командирован от Министерства народного просвещения в Германию для изучения кожевенного производства и ознакомления с методами преподавания во Фрейбергской кожевенной школе.
С ноября 1906 г. — преподаватель химической технологии органического цикла и заведующий химической лабораторией Красноуфимского среднего промышленного училища.
В 1908—1910 гг. работал в лаборатории технологии органических веществ в Императорском Московском техническом училище.
В 1910 г. им были составлены проекты и смета сооружений по биологической очистке сточных вод для кожевенных заводов бр. Кутузовых в г. Ржеве и Белоусова в Екатеринбурге, а также проект водоснабжения, канализации и устройства сушил для кож при школе инструкторов кожевенного производства в г. Болохов Орловской губ.
В 1911—1915 гг. состоял на службе в качестве специалиста по кожевенному производству при отделе сельской экономии и сельскохозяйственной статистики в Главном управлении землеустройства и земледелия.
С мая 1915 г. — экстраординарный профессор по кафедре химический технологии органических веществ Томском технологическом институте, где он читал курс лекций для студентов химического отделения по технологии органических веществ, проводил занятия в технической химической лаборатории и руководил дипломным проектированием.
В 1916 г. являлся заместителем председателя Томского областного военно-промышленного комитета. По заказу Всероссийского общества кожевенных заводов составил проект положения и учебных планов института кожевенной промышленности в Москве, по частным заказам — проекты по сооружению кожевенных заводов и школ Сибири.
В 1922—1930 гг. профессор московского Института народного хозяйства. Одновременно (с 1927 г.) преподавал технологию кожевенного производства и руководил дипломными работами в МХТИ им. Д. И. Менделеева.

## Научная деятельность
Основные научные труды относятся к технологии кожевенного производства. Предложил методы физико-механического анализа кожи. Ввел научно обоснованный метод отбора проб кожи. Разработал и впервые использовал метод определения температуры сваривания голья (шкуры животных, лишенные волосяного покрова в процессах кожевенного производства) и кожи для характеристики эффекта дубления. Изучал взаимодействие дикетопиперазинов (в качестве модели белковых веществ кожи) с хромовыми солями и фенолами. Разрабатывал теорию дубления кож. Впервые систематически исследовал отечественные дубильные растения. Предложил химическую классификацию таннидов.